# 九条忠家
九条 忠家（くじょう ただいえ）は、鎌倉時代前期から後期にかけての公卿。摂政関白左大臣・九条教実の長男。官位は従一位・摂政関白右大臣。九条家5代当主。号に一音院関白。

## 経歴
嘉禎元年（1235年）3月、父・教実が急逝したため、祖父・九条道家によって育てられる。道家は忠家を自己の後継者として位置づけ、嘉禎3年（1237年）7月20日に行われた忠家の童殿上の儀の際、自らの猶子とすると共に当代一の学者である菅原為長に諱を選ばせた。
翌、嘉禎4年（1238年）4月11日の元服も九条家の祖である藤原忠通・兼実の先例に従って実施され、同日に正五位下に叙せられた。翌年には従三位・権中納言に叙任され、仁治元年（1240年）10月、権大納言、仁治3年（1242年）4月左近衛大将、寛元2年（1244年）の6月に内大臣、寛元4年（1246年）12月に右大臣を歴任する。仁治3年（1242年）に崩御した四条天皇とは、ちょうど同年配であり、騒々しいほどの遊びばかりで朝夕を過ごしていた。
道家の忠家の将来に対する期待は大きく、仁治3年（1242年）の置文には寵愛していた三男・一条実経に摂関の地位を継がせることと記す一方で、その後の摂関には忠家を就けることを指示している。また、寛元4年（1246年）5月に忠家が病に倒れた時には春日大社に対して「就中小僧子孫雖多、可継家之者是也、為嫡孫故也」と記した願文を納めて、自らの後継者であることを明記している。建長2年（1250年）に道家は処分状を作成し、まず家長者を一条実経とするものの、次は九条忠家が継いで、互いの子孫が摂関の地位を失わない限りはそのうちでもっとも官職の高い人物（一門上首）が継ぐこと、子孫の断絶あるいは摂関の地位に就けずに子孫が摂家の資格を失った場合には、家長者はその所領を没収できるものとした。ただし、これらの規定は実経が年長でかつ摂関経験者であることを背景にしたもので、既に右大臣の地位に就いていた忠家も当然摂関の地位に就くことを前提にして作成されたと考えられている。
しかし、建長4年（1252年）に発生した了行による謀反事件に際して九条家が関与を疑われ、従兄弟にあたる鎌倉幕府5代将軍・九条頼嗣は解任され、忠家自身も7月20日に後嵯峨上皇の勅勘を受けて右大臣を解任となる。この騒動の最中の2月の祖父・道家の急死は九条家には大きな打撃となった。その後、文永10年（1273年）5月5日関白宣下藤氏長者となって復帰を果たし、同年12月には従一位に叙位されるが、この間に既に21年の月日が経過しており、公家社会では既に摂関の資格を失った人とみなされていた忠家の就任には強い反発が起こった。また、後嵯峨法皇没後に実質上の治天の君となった亀山天皇も後宇多天皇に譲位するまで忠家に一座宣旨を与えなかった。この就任の背景には忠家を勅勘した後嵯峨法皇が崩御したことを機に息子・忠教の義兄である関東申次西園寺実兼から、当時の鎌倉幕府8代執権・北条時宗に、忠家復権への支持の働きかけが行われた可能性が高く、朝廷内部の事情による人事ではなかったことがあったとみられている。
翌文永11年（1274年）正月、摂政に就任するが、同年6月に同職を辞職する。その際も大嘗会の故実を知らないことを理由とし、更に三度の上表すら許されないなど、異常なものであったとされている。建治元年（1275年）6月9日、47歳で薨去。
短い在任期間とはいえ、薨去の2年前に九条流継承の条件である「摂関就任を果たした」ことによって、九条家の摂家としての地位を確立させたことにより、その後の一族の運命を大きく変えることとなった。

## 系譜
- 父：九条教実
- 母：藤原恩子 - 藤原定季の娘
- 正室：三条公房の娘
  - 男子：九条忠教（1248年 - 1332年）
  - 男子：九条忠嗣（1253年 - ?）
  - 男子：信忠（1266年 - 1322年）
- 生母不明の子女
  - 男子：慈忠 - 延暦寺、法印大僧都、或権大僧都
  - 男子：尋慶（又は清空） - 二尊院長老、理覚上人
  - 男子：静慶
  - 男子：覚意
  - 男子：隆信 - 興福寺別当、大覚寺17代門跡